# Kamrup
Kamrup är ett distrikt i den indiska delstaten Assam. Huvudort är Guwahati. Distriktet var förr mycket större och området har under årens lopp styckats upp i ett flertal distrikt. Förutom dagens distrikt så omfattade Kamrup distrikten Barpeta (-1983), Nalbari (-1985), Kamrup Metropolitan (-2003) och Baksa (-2004).